# Lepthyphantes bidentatus
Lepthyphantes bidentatus is een spinnensoort in de taxonomische indeling van de hangmatspinnen (Linyphiidae).
Het dier behoort tot het geslacht Lepthyphantes. De wetenschappelijke naam van de soort werd voor het eerst geldig gepubliceerd in 1990 door Gustavo Hormiga & Ribera.